# Journal of Vascular Research
Das Journal of Vascular Research, abgekürzt J. Vasc. Res., ist eine wissenschaftliche Fachzeitschrift, die vom Karger-Verlag veröffentlicht wird. Die Zeitschrift wurde 1964 unter dem Namen Angiologica gegründet, im Jahr 1974 erfolgte ein Namensänderung in Blood Vessels bevor 1992 ein Wechsel zum derzeitigen Namen erfolgte. Sie erscheint mit sechs Ausgaben im Jahr und veröffentlicht Arbeiten, die sich mit vaskulärer und mikrovaskulärer Biologie, Physiologie und Pathophysiologie beschäftigen.
Der Impact Factor lag im Jahr 2014 bei 2,901. Nach der Statistik des ISI Web of Knowledge wird das Journal mit diesem Impact Factor in der Kategorie Physiologie an 28. Stelle von 83 Zeitschriften und in der Kategorie periphere Gefäßerkrankungen an 24. Stelle von 60 Zeitschriften geführt.